# Viber
Viber ist ein kostenloser Chat-Dienst für Smartphones und Desktop-Computer mit, laut eigenen Angaben, rund 900 Millionen Nutzern in 193 Ländern. Das Programm ermöglicht IP-Telefonie und Nachrichtensofortversand zwischen Viber-Nutzern über das Internet. Es sind auch ausgehende Anrufe in Fest- oder Handynetze möglich. Im Gegensatz zu anderen VoIP-Anbietern wie Skype benötigt Viber zwar keine Benutzernamen, setzt dafür aber eine Telefonnummer und eine Installation auf einem mobilen Endgerät voraus. Die PC-Software ist ohne Verbindung zu einem Smartphone lauffähig, benötigt aber zuvor eine Aktivierung durch dieses.

## Geschichte
Der Dienst wurde ursprünglich von vier israelischen Entwicklern gegründet, von denen Talmon Marco und Igor Magazinnik die bekanntesten sind. An der Universität Tel Aviv erlangte Marco im Jahr 1999 einen Abschluss in Informatik und Management.
Früher wurde für den Dienst Vermittlungssoftware vom Unternehmen Spirit DSP lizenziert. Nachdem deren Konkurrent Global IP Solutions von Google Inc. übernommen und deren Software als Freie Software veröffentlicht worden war, wechselte Viber auf diesen lizenzkostenfreien Softwarestack.
Viber wurde im Frühjahr 2014 vom japanischen Unternehmen Rakuten übernommen.
Das Büro für technische Entwicklung und Kundenbetreuung befindet sich in Minsk und Brest.

## Kosten
Die Nutzung der Viber-Dienste bei der Kommunikation mit anderen Viber-Nutzern ist kostenfrei. Ausgehende Anrufe sind kostenpflichtig („pre-paid-credit“). Die Gesprächskosten können auf der Internetseite ermittelt werden.

## Datenschutz
Viber steht wegen seines schlechten Datenschutzes in der Kritik. Viber sammelt Daten in erheblichen Mengen, die bei Weitem über das übliche Maß anderer VoIP-Anbieter hinausgehen (zum Beispiel Skype), und zwar sowohl von Nutzern als auch von Nicht-Nutzern des Dienstes. Viele dieser Daten werden ohne die Zustimmung und ohne das Wissen der jeweils betroffenen Personen gespeichert und verstoßen somit gegen EU-Datenschutzrecht.
Viber hält sich mit Details zu dem Unternehmen sehr bedeckt. Somit ist unklar, wo und gegebenenfalls zu welchem Zweck die erhobenen Daten gespeichert werden beziehungsweise in wessen Hände sie gelangen. Der neue japanische Eigner Rakuten versprach im April 2016 die Einführung der Ende-zu-Ende-Verschlüsselung.